# Kurt Golde
Kurt Golde (* 23. Juli 1914; † nach 1960, vermutlich in Gera) war ein deutscher Fußballspieler. Für die SG Gera-Süd und ihre Nachfolgegemeinschaften spielte er zwischen 1949 und 1953 in der höchsten Spielklasse des DDR-Fußballs.

## Sportliche Laufbahn
Obwohl Golde nach dem Ende des Zweiten Weltkrieges schon 31 Jahre alt war, beteiligte er sich an der Wiederbelebung des Fußballsports in Gera. Zunächst spielte er bei der SG Gera-Zwötzen und wechselte dann 1948 zur SG Gera-Süd. Mit ihr gewann er 1949 den Thüringer Fußballpokal, das der SG Gera-Süd im selben Jahr die Teilnahme am ersten Wettbewerb des ostdeutschen FDGB-Fußballpokals sicherte. Die Geraer stießen bis in das Endspiel vor, wo sie mit Golde als zentralen Mittelfeldspieler auf die BSG Waggonbau Dessau trafen. Gera-Süd verlor zwar das Finale mit 0:1, sicherte sich aber als Pokalfinalist einen Platz in der 1949/50 erstmals ausgetragenen ostdeutschen Fußball-Zonenliga (später DS-Oberliga, DDR-Oberliga).
Bereits 35 Jahre alt, gehörte Golde zum Zonenliga-Aufgebot der Geraer und stand auch im ersten Punktspiel in der Mannschaft. Mit nur wenigen Ausfällen bestritt er 20 der 26 Punktspiele und war zweimal als Torschütze erfolgreich. Es blieben zwar seine einzigen Zonen/Oberliga-Tore, er blieb aber der Geraer Oberligamannschaft noch bis 1953 erhalten. In der Saison 1950/51 gehörte er bis zum 25. Spieltag zur Stammelf, fiel danach aber für mehrere Punktspiele aus und kam so nur auf 22 Einsätze bei 34 Spieltagen. 1951/52 stand Golde zwar immer noch im Aufgebot der Geraer, die inzwischen als BSG Motor antraten, doch schien es lange Zeit so, als würde er nicht wieder in die Oberliga zurückkehren. Als jedoch Verteidiger Gerhard Friemel vier Spieltage vor Saisonschluss ausfiel, kam Golde doch noch für vier Spiele als rechter Verteidiger zum Einsatz. Das veranlasste Trainer Büchner, den nun schon 38-jährigen Golde auch noch für die Spielzeit 1952/53 zu nominieren. Golde dankte es ihm mit soliden Leistungen, die ihm noch einmal 21 Oberligaeinsätze bescherten. Bei den letzten Punktspielen hatte er auch das Training der Mannschaft übernommen, konnte aber den Abstieg aus der Oberliga nicht verhindern. Das war für ihn das Zeichen, sich als Fußballspieler zurückzuziehen.
Nach seiner Laufbahn als Fußballspieler war Golde in den 1950er Jahren noch bei der BSG Fortschritt Weida in der drittklassigen Bezirksliga tätig. Anfang der 1960er Jahre trainierte er die II. Mannschaft der BSG Wismut Gera (Nachfolger von Motor Gera), die ebenfalls in der Bezirksliga spielte.